# Робсон, Лора
Лора Робсон (англ. Laura Robson; родилась 21 января 1994 года в Мельбурне, Австралия) — британская теннисистка; серебряный призёр теннисного турнира Олимпиады в смешанном парном разряде; финалистка Кубка Хопмана (2010) в составе национальной сборной Великобритании; победительница одного юниорского турнира Большого шлема в одиночном разряде (Уимблдон-2008); финалистка двух юниорских турниров Большого шлема в одиночном разряде (Открытый чемпионат Австралии-2009, -2010); бывшая первая ракетка мира в юниорском рейтинге.

## Биография
Лора — одна из трёх детей Эндрю и Кэти Робсон. У неё есть два старшие брат и сестра — Ник и Эмили. Её отец некоторое время работал исполнительным директором компании Royal Dutch Shell, а мама — спортивный тренер и, в прошлом, баскетболистка. Когда Лоре было 18 месяцев, семейство переехало из Австралии в Сингапур, а ещё через четыре года перебралось в Великобританию.
Пришла в теннис в шесть лет по протекции родителей. С семи лет занималась в различных теннисных академиях, с десяти — её менеджер группа Octagon.

## Спортивная карьера
Робсон ярко проявила себя на юниорском этапе карьеры. В Юниорском туре ITF она начала играть с середины 2007 года, когда Лоре было 13 лет. В 2008 году она смогла выиграть юниорский Уимблдон в возрасте 14 лет, став самой молодой после 13-летней Хингис кому это удалось. В 2009 году она вышла в финал юниорского Открытого чемпионата Австралии, где проиграла россиянке Ксении Первак. В марте она смогла возглавить юниорский рейтинг. В сентябре удалось пройти в полуфинал юниорского Открытого чемпионата США. В 2010 году Робсон вновь сыграла в юниорском финале Открытого чемпионата Австралии, пройдя в 1/2 финала Кристину Плишкову. В борьбе за титул она проиграла её сестре Каролине. На Уимблдоне она смогла выйти в полуфинал, а после третьего раунда Открытого чемпионата США завершила юниорскую карьеру.
Параллельно с юниорской карьерой Робсон начала выступать на взрослом уровне. Первый матч на турнирах цикла ITF она сыграла в сентябре 2008 года. В октябре Лора получила уайлд-кард на турнир в Люксембурге и дебютировала в WTA-туре. В ноябре она выиграла первый взрослый титул на 10-тысячнике цикла ITF в Великобритании. В 2009 году Робсон получила приглашение на Уимблдон, дебютировав, таким образом, на взрослом турнире серии Большого шлема. В первом раунде она проиграла Даниэле Гантуховой, сумев выиграть первый сет.
На старте 2010 года Робсон сыграла на командном турнире — Кубок Хопмана, где представила Великобританию в команде с Энди Марреем. Они смогли дойти до финала, в котором уступили команде Испании. На Открытом чемпионате Австралии Робсон получила уайлд-кард в парные соревнования, где в команде с Салли Пирс достигла четвертьфинала. В первом раунде Уимблдона 2011 года Лора смогла выиграть первый одиночный матч на Больших шлемах, нанеся поражение Анжелике Кербер. На Открытый чемпионат США она попала, пройдя квалификационный отбор и также вышла во второй раунд.
Пик карьеры Робсон пришёлся на 2012 и 2013 года. В феврале 2012 года она получила первый вызов в сборную Великобритании на отборочные матчи Кубка Федерации. В июне она впервые вошла в топ-100 одиночного рейтинга. В июле на турнире в Палермо удалось выйти в полуфинал. Летом Лора сыграла на Олимпийских играх, которые проводились в Лондоне. В одиночном разряде она смогла в первом раунде пройти Луцию Шафаржову, а во втором проиграл серебряному призёру той Олимпиады Марии Шараповой. В парном разряде с Хезер Уотсон Лора проиграла уже в первом раунде, а в миксте в альянсе с Энди Марреем ей удалось завоевать серебряные медали. В финале британский дуэт проиграл белорусам Виктории Азаренко и Максиму Мирному — 6:2, 3:6, [8-10].
Робсон хорошо для своего уровня сыграла на Открытом чемпионате США 1012 года, где, пройдя в третий раунд, впервые победила теннисистку из топ-10 (№ 8 в мире на тот момент Ли На). В дебютном матче на стадии четвёртого раунда на Больших шлемах она проиграла Саманте Стосур. Набрав хорошую форму, в сентябре удалось выйти в единственный одиночный финал в туре за карьеру. Робсон на турнире в Гуанчжоу выиграла четыре матча и затем в финале сразилась с Се Шувэй, которой проиграла со счётом 3:6, 7:5, 4:6. До конца года она один раз смогла попасть в четвертьфинал на турнире в Осаке и завершила сезон на 53-м месте рейтинга.
Во втором раунде Открытого чемпионата Австралии Робсон в драматичном матче смогла обыграть № 8 в мире Петру Квитову (2:6, 6:3, 11:9), но в третьем раунде проиграла Слоан Стивенс. В марте на крупном турнире в Майами она сыграла в команде с известной парницей Лизой Реймонд и они вышли в финал в парном разряде, где проиграли Надежде Петровой и Катарине Среботник. В мае на ещё одном престижном турнире в Мадриде Робсон смогла обыграть в матче второго раунда четвёртую ракетку мира Агнешку Радваньскую со счётом 6:3, 6:1, однако в третьем раунде на тай-брейке третьего сета уступила Ане Иванович.
На Уимблдоне 2013 года Робсон впервые смогла выйти в четвёртый раунд, обыграв на старте № 10 в мире Марию Кириленко. После Уимблдона она поднялась на самую высокую в карьере 27-ю позицию в мировом рейтинге. На Открытом чемпионате США удалось во втором раунде пройти Каролин Гарсию, но в третьем она уступила Ли На. Осенью лучшим результатом стал четвертьфинал в Гуанчжоу. Итогом выступлений в сезоне стало 46-е место рейтинга.
С 2014 года в карьере Робсон начался спад, вызванный травмами. За сезон она сыграла лишь два турнира на старте и была вынуждена завершить сезон из-за травмы запястья. Первую часть сезона 2015 года она также была вынуждена пропустить и вернулась на корт только в июне, проиграв на старте в Истборне и на Уимблдоне. Затем она набирала форму на турнирах младшей серии, сыграв до конца года из крупных соревнований только Открытый чемпионат США, где в трёх сетах проиграла Весниной.
За 2016 и 2017 год она вновь пыталась показать былые результаты, но ограничилась двумя титулами на младшей серии ITF и вылетами в первых раундах в основном туре. В апреле 2017 года она последний раз сыграла за сборную в Кубке Федерации, доведя свой баланс в период с 2012 по 2017 год до 13 побед (4 в одиночном) в 16 матчах (6 в одиночном). В июне того же года ей удалось сыграть в парном финале турнира в Ноттингеме совместно с Джоселин Рэй. В июне 2018 года стало известно, что Лора перенесёт операцию на бедре. На корт вновь она вышла в феврале 2019 года, однако сыграла всего три мелких турнира (последний из них в апреле). Далее она больше не играла на профессиональном уровне, а в 2021 году перенесла уже третью по счёту операцию на бедре. Так и не сумев преодолеть последствия травм, Робсон в мае 2022 года в 28 лет официально объявила, что завершает карьеру (последнее выступление было в возрасте 25 лет).

## Итоговое место в рейтинге WTA по годам
| Год  | Одиночный рейтинг | Парный рейтинг |
| 2018 | 435               | 255            |
| 2017 | 251               | 113            |
| 2016 | 219               | 492            |
| 2015 | 558               | 291            |
| 2014 | 951               |                |
| 2013 | 46                | 91             |
| 2012 | 53                | 285            |
| 2011 | 131               | 808            |
| 2010 | 206               | 127            |
| 2009 | 419               | 299            |
| 2008 | 559               | 1 006          |

## Выступления на турнирах

### Финалы турнировWTAв одиночном разряде (1)

#### Поражения (1)
| Легенда:               |
| ---------------------- |
| Турниры Большого шлема |
| Олимпиада              |
| Итоговый турнир WTA    |
| Premier Mandatory      |
| Premier 5              |
| Premier                |
| International          |

| Титулы по покрытиям | Титулы по месту проведения матчей турнира |
| ------------------- | ----------------------------------------- |
| Хард (0)            | Зал (0)                                   |
| Грунт (0)           | Зал (0)                                   |
| Трава (0)           | Открытый воздух (0)                       |
| Ковёр (0)           | Открытый воздух (0)                       |

| №  | Дата             | Турнир          | Покрытие | Соперница в финале | Счёт        |
| 1. | 22 сентября 2012 | Гуанчжоу, Китай | Хард     | Се Шувэй           | 3-6 7-5 4-6 |

### Финалы турнировITFв одиночном разряде (4)

#### Победы (3)
| Легенда:                    |
| --------------------------- |
| 100.000 USD (0*)            |
| 80.000 (75.000**) USD (0)   |
| 60.000 (50.000**) USD (1+2) |
| 25.000 USD (1+2)            |
| 15.000 (10.000**) USD (1)   |

** призовой фонд до 2017 года
| Титулы по покрытиям | Титулы по месту проведения матчей турнира |
| ------------------- | ----------------------------------------- |
| Хард (2+4*)         | Зал (1)                                   |
| Грунт (0)           | Зал (1)                                   |
| Трава (0)           | Открытый воздух (2+4)                     |
| Ковёр (1)           | Открытый воздух (2+4)                     |

* количество побед в одиночном разряде + количество побед в парном разряде.
| №  | Дата            | Турнир                     | Покрытие | Соперница в финале | Счёт    |
| 1. | 9 ноября 2008   | Сандерленд, Великобритания | Хард(i)  | Саманта Викерс     | 6-3 6-2 |
| 2. | 14 августа 2016 | Лэндисвилл, США            | Хард     | Джулия Эльбаба     | 6-0 6-0 |
| 3. | 21 мая 2017     | Куруме, Япония             | Ковёр    | Кэти Боултер       | 6-3 6-4 |

#### Поражения (1)
| №  | Дата         | Турнир                 | Покрытие | Соперница в финале | Счёт            |
| 1. | 16 июля 2011 | Уокинг, Великобритания | Хард     | Йоханна Конта      | 4-6 1-1 — отказ |

### Финалы турнировWTAв парном разряде (2)

#### Поражения (2)
| №  | Дата          | Турнир                    | Покрытие | Партнёрша    | Соперницы в финале                 | Счёт           |
| 1. | 31 марта 2013 | Майами, США               | Хард     | Лиза Реймонд | Надежда Петрова Катарина Среботник | 1-6 6-7(2)     |
| 2. | 18 июня 2017  | Ноттингем, Великобритания | Трава    | Джоселин Рэй | Моника Адамчак Сторм Сандерс       | 4-6 6-4 [4-10] |

### Финалы турнировITFв парном разряде (9)

#### Победы (4)
| №  | Дата             | Турнир           | Покрытие | Партнёрша      | Соперницы в финале            | Счёт           |
| 1. | 14 августа 2016  | Лэндисвилл, США  | Хард     | Фрейя Кристи   | Элизе Мертенс Ан-Софи Местах  | 6-3 6-4        |
| 2. | 17 сентября 2017 | Лас-Вегас, США   | Хард     | Ан-Софи Местах | Александра Мюллер Софи Чанг   | 7-6(7) 7-6(2)  |
| 3. | 2 февраля 2018   | Берни, Австралия | Хард     | Ваня Кинг      | Момоко Кобори Тихиро Мурамацу | 7-6(3) 6-1     |
| 4. | 11 марта 2018    | Иокогама, Япония | Хард     | Фанни Штоллар  | Момоко Кобори Тихиро Мурамацу | 5-7 6-2 [10-4] |

#### Поражения (5)
| №  | Дата            | Турнир                    | Покрытие | Партнёрша       | Соперницы в финале             | Счёт       |
| 1. | 10 июня 2012    | Ноттингем, Великобритания | Трава    | Хезер Уотсон    | Элени Данилиду Кейси Деллакква | 4-6 2-6    |
| 2. | 25 июля 2015    | Гранби, Канада            | Хард     | Эрин Рутлифф    | Джессика Мур Сторм Сандерс     | 5-7 2-6    |
| 3. | 9 апреля 2017   | Стамбул, Турция           | Хард(i)  | Фрейя Кристи    | Ольга Дорошина Полина Монова   | 3-6 2-6    |
| 4. | 29 октября 2017 | Лючжоу, Китай             | Хард     | Жаклин Како     | Макото Ниномия Хань Синьюнь    | 2-6 6-7(3) |
| 5. | 9 февраля 2018  | Лонсестон, Австралия      | Хард     | Валерия Савиных | Джессика Мур Эллен Перес       | 6-7(5) 4-6 |

### Финалы Олимпийских турниров в смешанном парном разряде (1)

#### Поражения (1)
| №  | Год  | Турнир                 | Покрытие | Партнёр     | Соперники в финале              | Счёт           |
| 1. | 2012 | Лондон, Великобритания | Трава    | Энди Маррей | Максим Мирный Виктория Азаренко | 6-2 3-6 [8-10] |

### Финалы командных турниров (1)

#### Поражения (1)
| №  | Год  | Турнир        | Команда                         | Соперник в финале                  | Счёт |
| 1. | 2010 | Кубок Хопмана | Великобритания · Робсон, Маррей | Испания · Мартинес Санчес, Робредо | 1-2  |